# Якимовский, Василий Капитонович
Василий Капитонович Якимовский (1869— после августа 1932) — член I Государственной думы от Олонецкой губернии.

## Биография
Родился в 1869 году. Окончил юридический факультет Санкт-Петербургского университета. Занимался торговлей леса, был членом Государственной Думы 1-го созыва.

### Избрание в Государственную думу

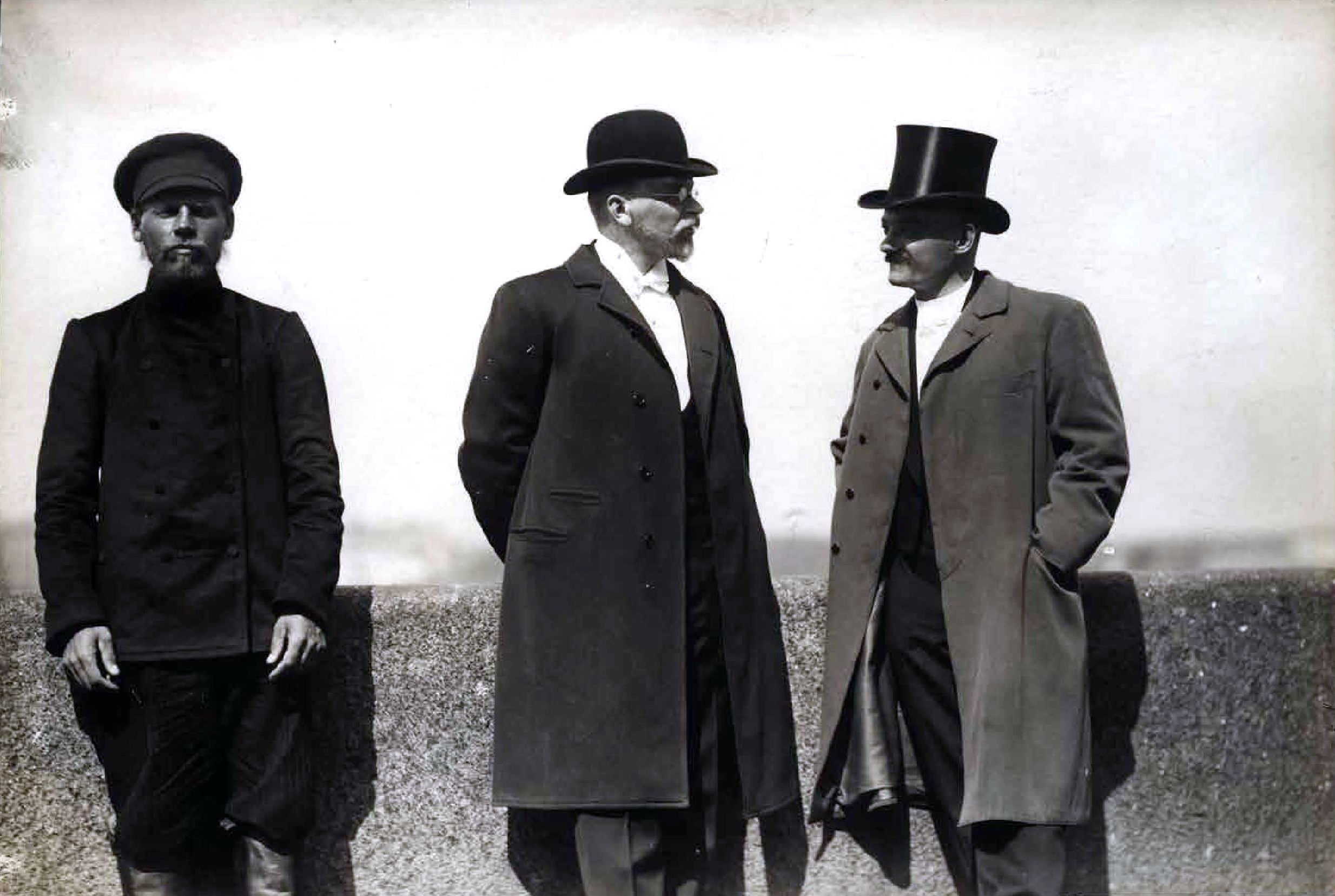
Члены Государственной Думы I созыва: М.Н. Герасимов, В.К. Якимовский и А.В. Африкантов

26-28 марта 1906 года в Петрозаводске состоялось Олонецкое губернское избирательное собрание. В его работе приняли участие 47 выборщиков, в том числе 9 от землевладельческой, 14 от городской и 24 от крестьянской курий. Депутатами Государственной думы по итогам голосования стали: 34-летний горный инженер, начальник механического цеха Александровского завода, один из лидеров кадетской группы Александр Владимирович Африкантов (городская курия); 42-летний управляющий пароходством И. Конецкого на Свири, по происхождению заонежский крестьянин Дмитрий Васильевич Белоусов (крестьянская курия) и 36-летний отставной прапорщик дворянин Лодейнопольского уезда Василий Капитонович Якимовский (землевладельческая курия). Шедшие на выборы в качестве беспартийных кандидатов Д. В. Белоусов и В. К. Якимовский в Думе примкнули к фракции октябристов.

### После разгона Думы
С 1914 года участвовал в Первой мировой войне в чине прапорщика, с 1918 года в рядах Красной армии воевал с белофиннами и армией Юденича, с 1920 года после демобилизации по болезни служил делопроизводителем в Стройсвири, с 1926 года на пенсии по инвалидности. 10 января 1931 года был арестован, отправлен в Ленинград и заключён в тюрьму. 15 мая был приговорён к 3 годам ссылки в Северный край и отправлен в деревню Артемьевская Кичменгского района.

### Арест и ссылка
10 января 1931 года районное ГПУ произвело у Василия Якимовского обыск, арестовало и направило в следственный изолятор в Ленинграде, где он просидел 4½ месяца. На следствии следователь спрашивал о торговле и сношении с заграничными фирмами, о службе в Государственной Думе, в Красной Армии и отношении к колхозам, и лишь на последнем допросе был задан вопрос — «могут ли крестьяне иметь свою партию» — и об отношении к кулакам и их высылке.